# Fuzion Collective
Fuzion Collective ist eine Multimedia- und Filmproduktion in Salzburg und wurde von Stefan Baumgartner (Art Director), Simon Fraissler (Head of Film Department) und Christoph Mindek (Head of Graphic Department) gegründet. 

## Filme
- Behind the Screen, 2011, Dokumentarfilm über die globalen Auswirkungen des Computereinsatzes von der Rohstoffgewinnung über Produktion und Einsatz bis zur Entsorgung
- All about Andrea, Dokumentation über die Freeskifahrerin Andrea Binning
- Standpunkt, Report über gelebte Alternativen zu Konsum- und Wegwerfgesellschaft

## Preise und Auszeichnungen
Behind the Screen wurde u. a. ausgezeichnet mit:
- "Goldener Delphin" Cannes Corporate Media & TV Awards 2012[1]
- "Documentary Gold Award" Deauville Green Awards[2]
- "Fokus Preis Nachhaltigkeit" Sehsüchte International Students Film Festival 2012[3]
- "Student Prize Winner" International Movie Trailer Festival 2012[4]
- "2. Platz in der Kategorie Dokumentarfilm" Siciliambiente Dokumentarfilmfestival 2012[5]